# Sezione Difesa Jesi
La Sezione Difesa Jesi del Corpo Aeronautico era un reparto di volo italiano costituito alla fine del 1916 e disciolto nel giugno 1919.
La Sezione, fu operativa durante la prima guerra mondiale.

## Storia
Viene creata alla fine del 1916 all'Aeroporto di Jesi con 2 piloti e 3 Farman 14 e nel gennaio 1917 è al comando del Sottotenente Silvio Natale che dispone di un pilota.
Nel mese di febbraio arrivano un altro pilota ed i primi Savoia-Pomilio SP.2 ed in estate c'è il Tenente Agostino Paganoni con altri 3 piloti.
In ottobre arriva una Sezione di Nieuport 11 con 3 piloti e nell'ottobre 1918 transita sugli Ansaldo S.V.A..
Viene sciolta nel giugno 1919.